# Cascade de la Vis
La cascade de la Vis (ou cascade de la Meuse) est une chute d'eau artificielle de la Vis, un affluent de l'Hérault, située sur la commune de Saint-Laurent-le-Minier, dans le département du Gard, en région Occitanie.
La cascade est une création artificielle du XVIIIe siècle destinée au système d'adduction d'eau du château : un aqueduc relie la cascade au canal d'irrigation du château.

## Tourisme
En conséquence d'une surmédiatisation (dans les médias, les offices de tourisme et sur les réseaux sociaux), il s'agit d'un lieu touristique notable mais surfréquenté dès les beaux jours et en été, notamment pour la baignade. Pourtant la Vis est une rivière non domaniale en majeure partie privée sur ses deux rives : elle est donc théoriquement interdite d'accès (et en conséquence également interdite à la baignade) sur certaines parcelles : c'est le cas de la rive gauche de la cascade et de la rive gauche de la Vis en aval de la cascade sur environ 1 km.
Le site est inadapté pour accueillir un si grand nombre de personnes qui pour la plupart ne respectent pas le lieu (feux, barbecues sauvages, ordures laissées sur place, musique, bruit, pêche, baignades, incivilités, graffitis, etc.). Le tourisme détériore le site et dérange les espèces animales et végétales qu'il abrite, raison pour laquelle il est interdit d'accès de 22h à 6h. De surcroit la zone environnante n'est pas adaptée à l'afflux automobile que cette fréquentation génère.
En respectant l’interdiction de baignade et les horaires de visite du site, et en privilégiant le hors saison, les environs peuvent être explorés en randonnée (notamment les gorges de la Vis, le pic d’Anjeau et la grotte d’Anjeau).
Un pont de pierre se trouve à proximité, offrant un très beau point de vue sur le château en aval et sur son aqueduc et la cascade en amont.

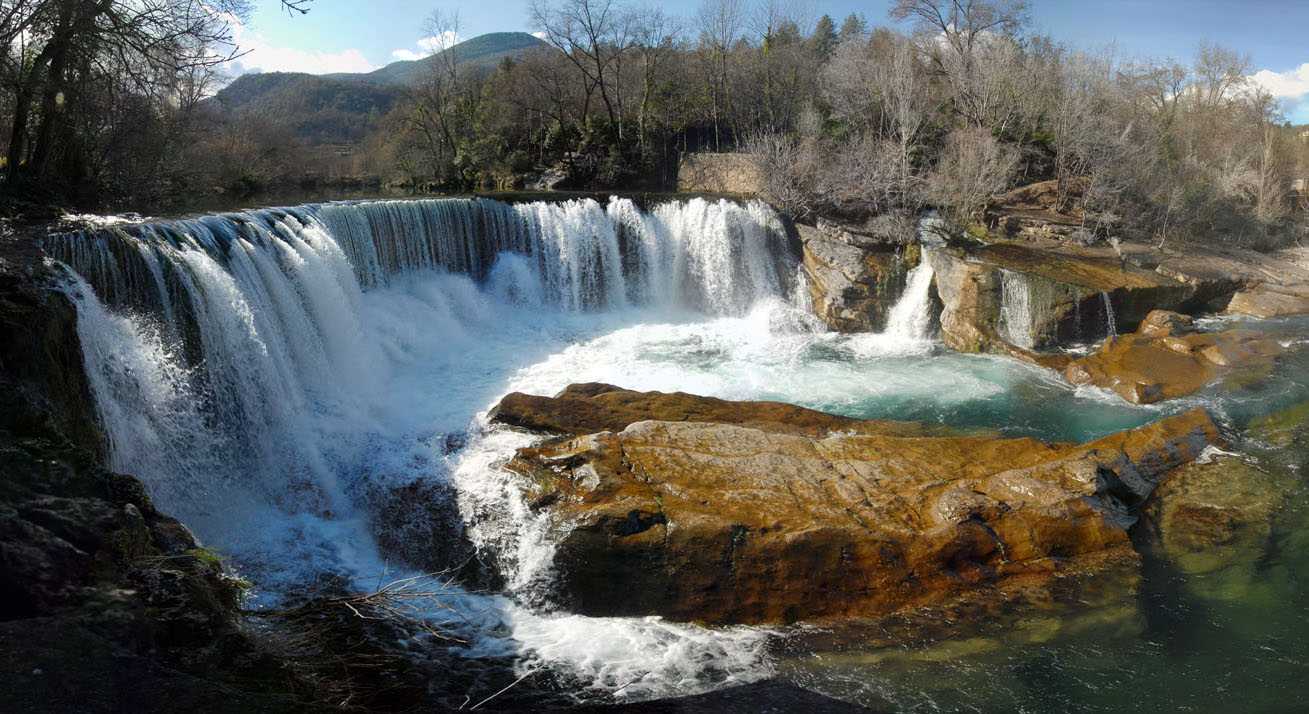
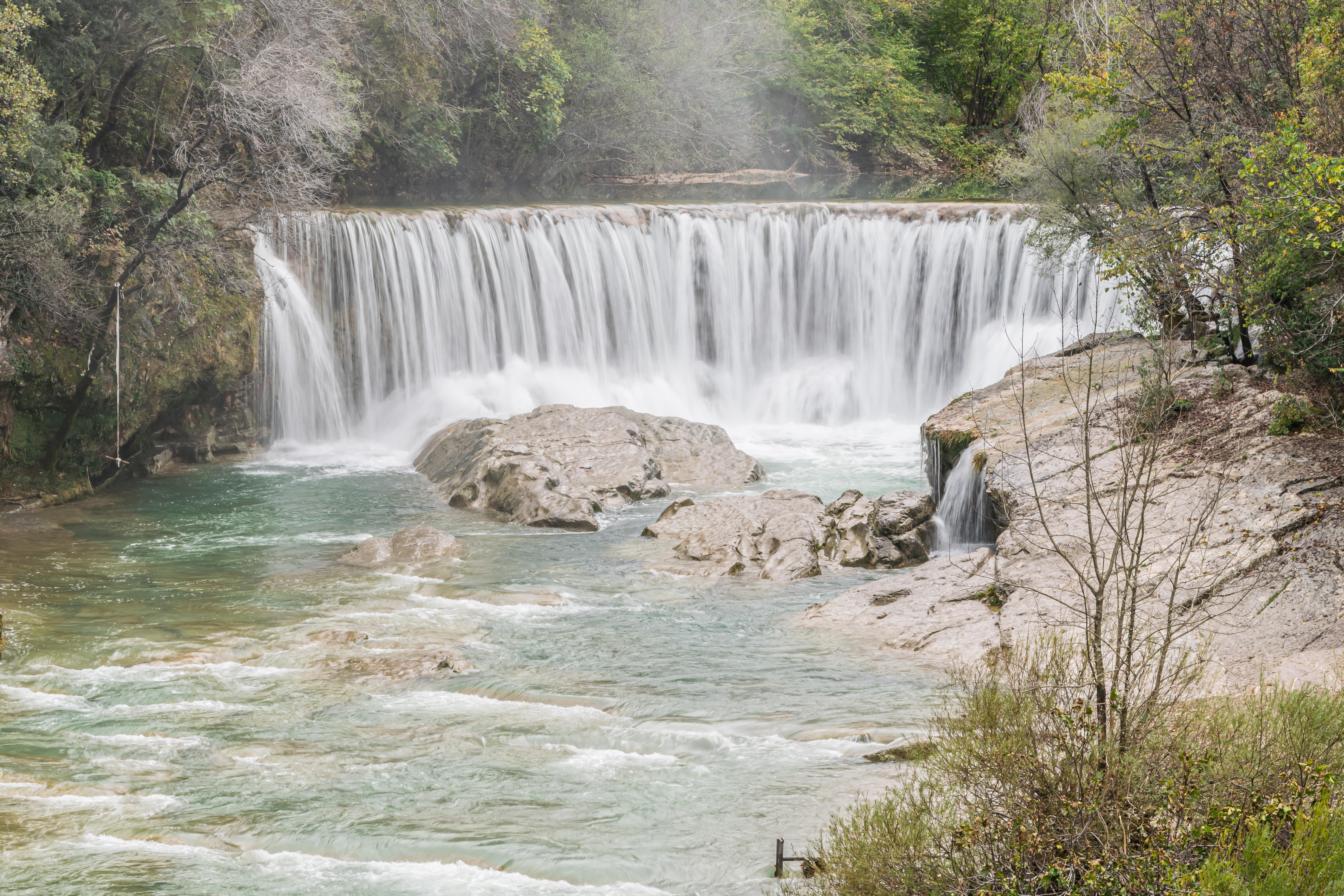
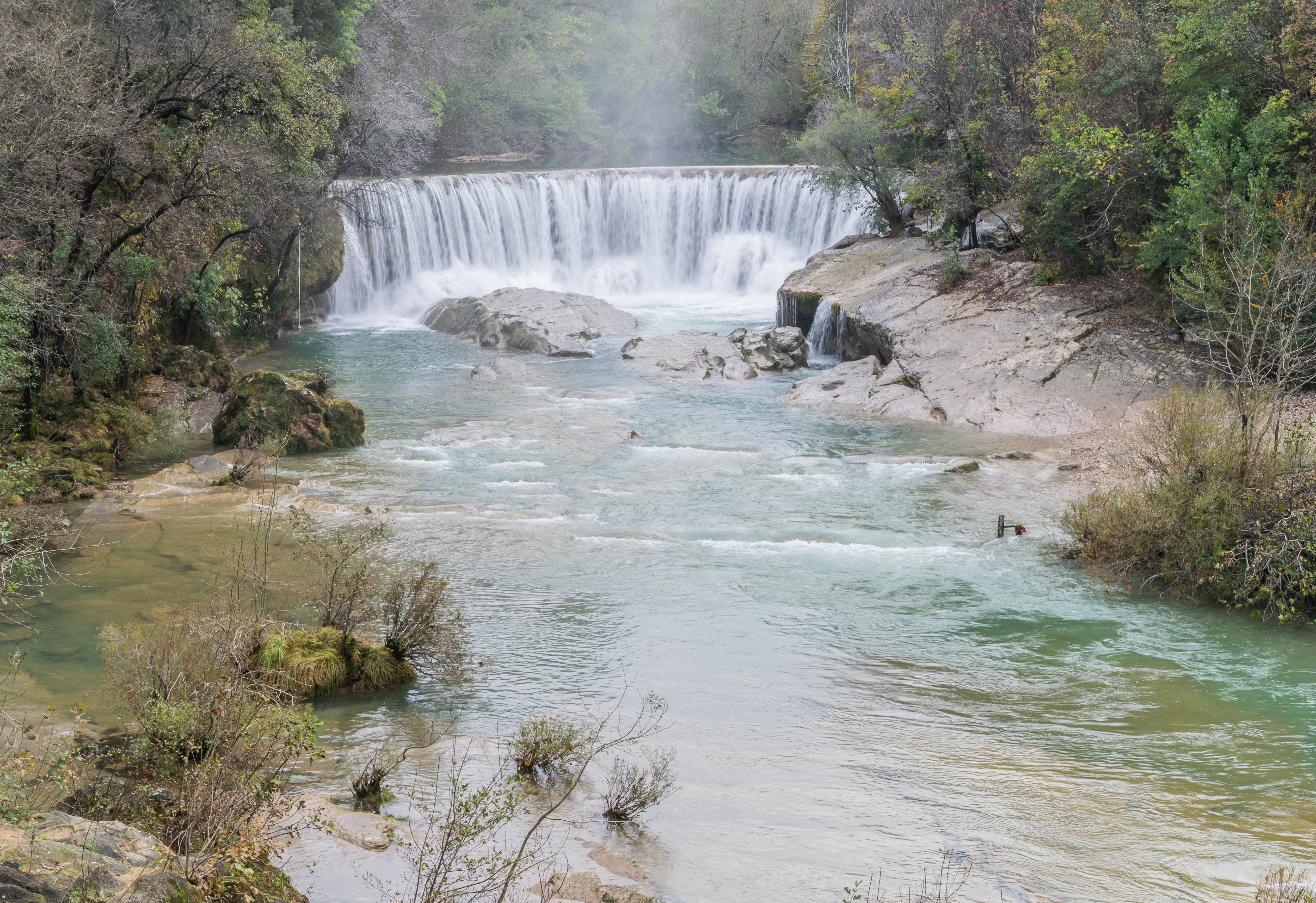
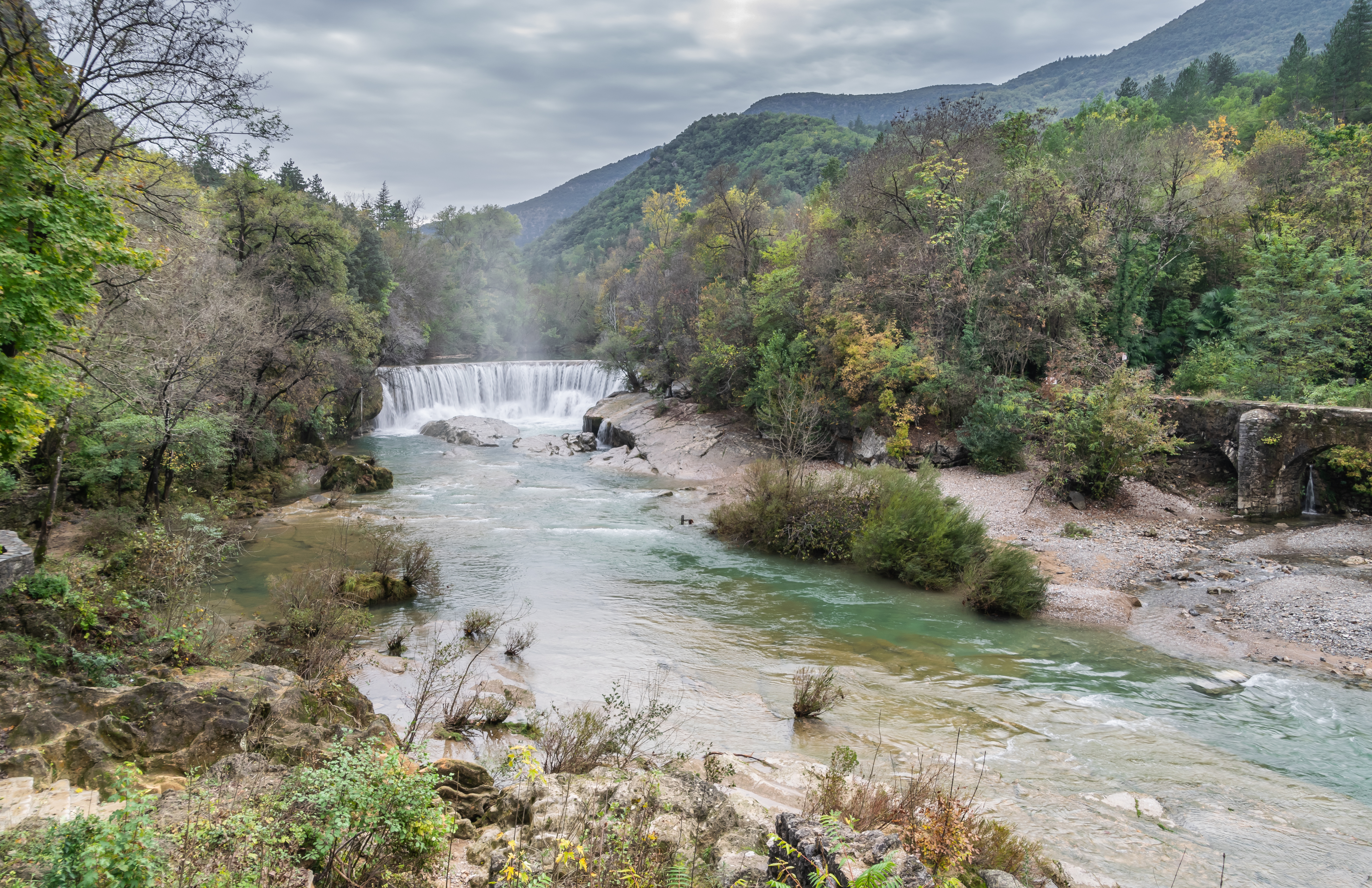
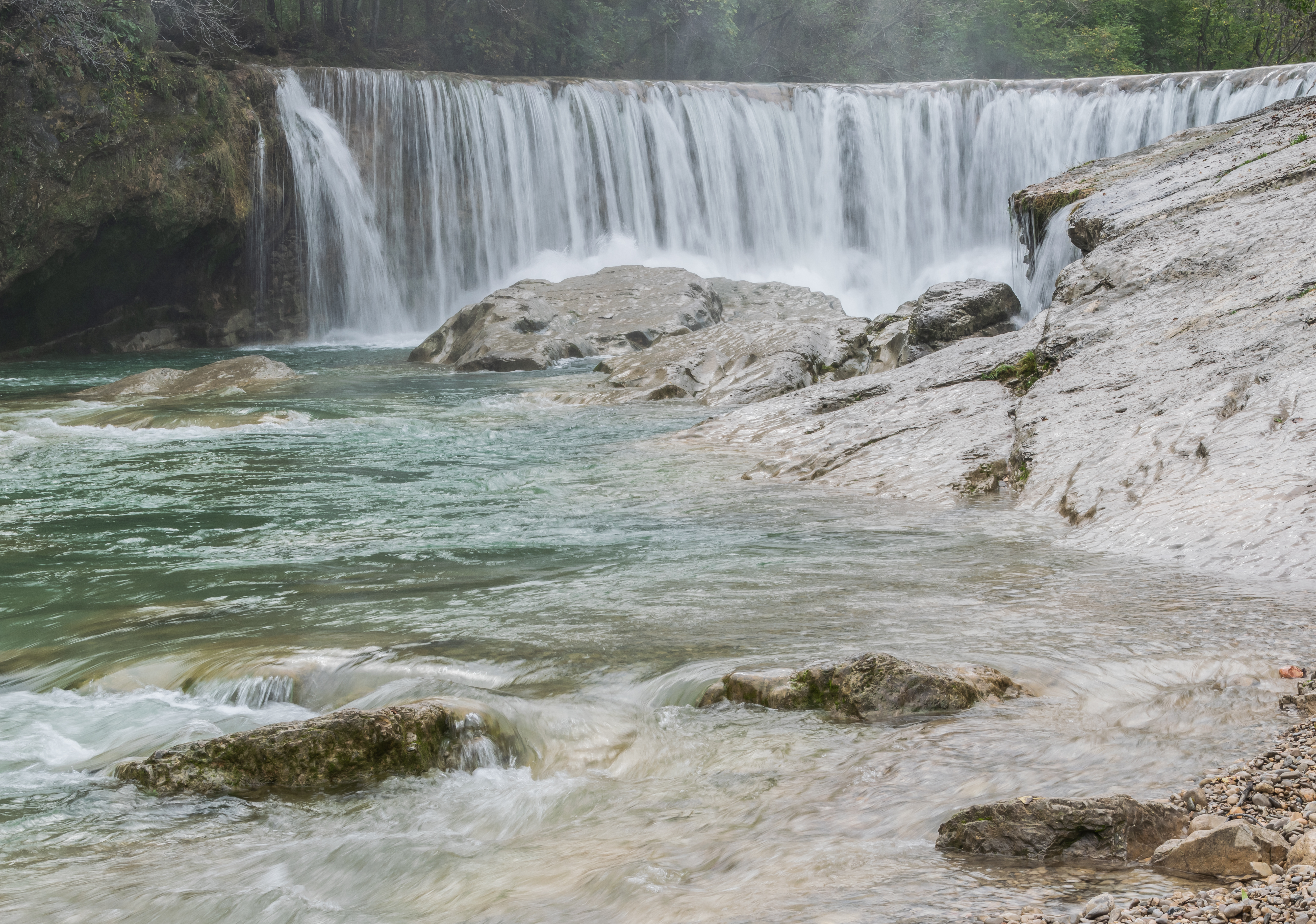

Panorama sur la cascade de la Vis.